# Ráuracos
Los ráuracos (en latín, Rauraci o Raurici) fueron un pueblo galo de la región de Basilea. Las principales ciudades de los ráuracos fueron Augusta Raurica (Augst, cerca de Basilea) y Argentovaria (Horbourg-Wihr). Su territorio correspondía al de la futura diócesis de Basilea. Los ráuracos se unieron a los helvecios en su emigración y fueron derrotados por los romanos en la batalla de Bibracte (año 58 a. C.).  Los restos de la tribu regresaron a su lugar de origen y fundaron un oppidum en donde hoy se alza la catedral de Basilea.
Su nombre fue recuperado en tiempos de la Revolución francesa para formar una república (la República Rauraciana) que después se uniría a Francia como departamento de Mont Terrible.